# Coniochaeta cypraeaspora
Coniochaeta cypraeaspora är en svampart som beskrevs av Van der Linde 1991. Coniochaeta cypraeaspora ingår i släktet Coniochaeta och familjen Coniochaetaceae.   Inga underarter finns listade i Catalogue of Life.